# Zoroark
Zoroark (ゾロアーク) is een Pokémon, die een rol speelt in de Pokémonfranchise.

## Omschrijving
Zoroark is een figuurtje dat op een vos lijkt en voor het eerst voorkomt in de film Pokémon: Zoroark: Meester der Illusie; hij is daarnaast aanwezig in het computerspel Pokémon Black en White. Het figuurtje was al eerder te zien in de manga CoroCoro Comic en in Pokemon Sunday. Zoroark treedt vaak samen met Zorua op en beide zijn duistere figuren. Zoroark lijkt op een vos met elementen van Kabuki en is tweepotig. Hij heeft lange manen, die lijken op een vossenstaart. Zorua evolueert naar Zoroark op level 30.